# Bay Ferenc (könyvtáros)
Bay Ferenc (Győrsziget, 1904. július 18. – Győr, 1975. április 9.) könyvtárigazgató, levéltáros.

## Élete
Szülei Bay Ferenc, a győrszigeti elemi iskola igazgatója és Tóth Erzsébet tanítónő. A győrszigeti elemi iskolában, majd 1913-tól a Győri Szent Benedek rendi Katolikus Főgimnáziumban tanult. 1922-ben érettségizett. Tagja volt a cserkészcsapatnak. 1921-ben elnyerte a dr. Baross 200 koronás adományát. Zongorázni tanult a Győri Ének- és Zeneegylet Zeneiskolájában, később zeneszerzőként is kipróbálta magát.
Jogi tanulmányait a Budapesti Magyar Tudományegyetem Jog- és Államtudományi Karán kezdte. Jogfilozófia és közgazdaság mellett sokat foglalkozott statisztikával és pénzügytannal. Államtudományi oklevelét a Magyar Királyi Erzsébet Tudományegyetem Jog- és Államtudományi Karán, 1928-ban kapta meg Pécsett. 1928-ban Győrbe került napidíjasként, s a városi levéltárban kapott munkát. 1931-ben véglegesítették. 1933 októberétől főlevéltárosi állásban 1964 szeptemberéig vezette a győri városi közkönyvtárat, majd a több intézményből egyesített megyei könyvtárat. 1935-ben dolgozott mellett allevéltárnokként Lengyel Alfréd. 1941-ben felmentést kapott a katonai szolgálat alól.
1951-ben a levéltár és a könyvtár különvált. 1952-ben a Győri Városi Közkönyvtár és a Győri Körzeti Könyvtár egyesítésével létrejött a Megyei Könyvtár. 1956-ban a könyvtár új épületbe költözött. 1964-ben nyugdíjazták.

## Művei
- Napóleon Magyarországon. A császár és katonái Győr városában. Budapest, Officina Kiadó. 1941.
- A Győri Lloyd a városáért és kereskedeleméért 1856-1936 (1942)